# 2766 Левенхук
2766 Leeuwenhoek је астероид главног астероидног појаса чија средња удаљеност од Сунца износи 2,546 астрономских јединица (АЈ).
Апсолутна магнитуда астероида је 13,0.